# Xavo
|  | Per a altres significats, vegeu «xavo (peix)». |

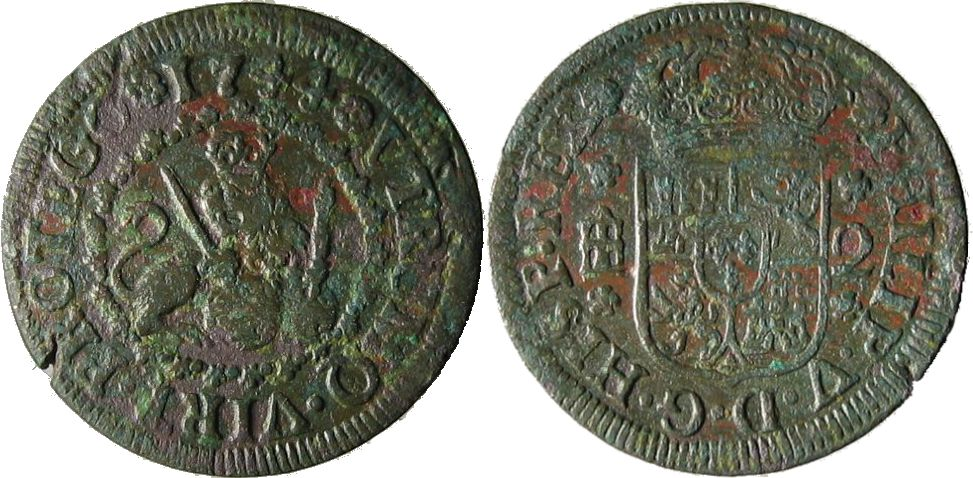
Xavo (2 maravedisos) de Felip V - 1744

Un xavo - del castellà ochavo - era una antiga moneda espanyola de coure. Pesava un octau d'unça i tenia un valor de dos maravedisos. Va ser encunyada al principi per Felip III de Castella i encara conservava el seu valor primitiu, va anar disminuint de pes fins que va deixar d'encunyar a mitjan segle xix. Durant el Govern Provisional i el regnat d'Alfons XII rebé el mateix nom una de 10 cèntims de pesseta també de coure.